# Jacobus de Kerle
Jacobus de Kerle (1531/32 – 7. januar 1591) var flamsk komponist og en af de sidste store fra de nederlandske skoler.
Skrev næsten udelukkende messer, motetter og andre liturgiske genrer, stilistisk tæt op ad Palestrina og Romerskolen.